# Chrysotaenia ablataria
Chrysotaenia ablataria är en fjärilsart som beskrevs av Achille Guenée 1858. Chrysotaenia ablataria ingår i släktet Chrysotaenia och familjen mätare. Inga underarter finns listade i Catalogue of Life.